# Nerve (film, 2016)
Pour les articles homonymes, voir Nerve.
Pour plus de détails, voir Fiche technique et Distribution.
Nerve ou Nerve : Voyeur ou joueur ? au Québec, est un techno-thriller américain réalisé par Henry Joost et Ariel Schulman, sorti en 2016. C'est une adaptation du roman Addict de la romancière américaine Jeanne Ryan.

## Synopsis
Nerve est un jeu en ligne sur mobile qui propose deux options : être « voyeur » : payer pour regarder les joueurs accomplir leurs défis et leur en proposer d'autres ou « joueur » : gagner de l’argent en accomplissant des missions. Les joueurs doivent réaliser des défis, de plus en plus dangereux. Vee, une adolescente new-yorkaise timide et effacée, est poussée par ses amis à jouer au jeu pour prendre plus de risques dans sa vie. Son premier défi, un baiser de 5 secondes, va lui faire rencontrer Ian, un autre joueur et gagner 100$. À la suite de multiples demandes de voyeurs, les deux jeunes vont devoir faire équipe pour réaliser leurs défis suivants. Mais plus le jeu avance, plus les défis sont dangereux et louches. Vee et Ian n'auront aucun autre choix que celui de mettre leurs vies en danger, sous les regards de la communauté de spectateurs de Nerve.

## Fiche technique
- Titre original et français : Nerve
- Titre québécois : Nerve : voyeur ou joueur ?
- Réalisation : Henry Joost et Ariel Schulman
- Scénario : Jessica Sharzer, d'après le roman Addict de Jeanne Ryan
- Direction artistique : Marc Benacerraf
- Décors : Kara Zeigon
- Costumes : Melissa Vargas
- Musique : Rob Simonsen
- Casting : John Papsidera
- Photographie : Michael Simmonds
- Montage : Madeleine Gavin et Jeff McEvoy
- Production : Anthony Katagas et Allison Shearmur
- Sociétés de production : Allison Shearmur Productions, Keep Your Head Productions, Supermarche Productions et Lionsgate
- Sociétés de distribution : Lionsgate (États-Unis), Entertainment One (Canada), Les Films Séville (Québec), Metropolitan Filmexport (France)
- Budget : 20 millions USD[1].
- Pays d'origine :  États-Unis
- Langue originale : anglais
- Format : couleur - 35 mm - 1,85:1 - son Dolby numérique
- Durée : 96 minutes
- Genre : thriller et action
- Dates de sortie :
  -  États-Unis,  Canada : 27 juillet 2016
  -  France : 24 août 2016
  -  Belgique: 5 octobre 2016
- Classification :
  -  États-Unis : PG-13 (Déconseillé aux moins de 13 ans, accord parental recommandé)
  -  France : Tout public lors de sa sortie en salles, mais interdit aux moins de 12 ans à la télévision.

 Sauf indication contraire, les informations mentionnées dans cette section peuvent être confirmées par la base de données cinématographiques IMDb,  présente dans la section « Liens externes ».

## Distribution
- Emma Roberts (VF : Marie Facundo ; VQ : Claudia-Laurie Corbeil) : Venus « Vee » Delmonico
- Dave Franco (VF : Gauthier Battoue ; VQ : Nicholas Savard L'Herbier) : Ian / Sam
- Juliette Lewis (VF : Laurence Charpentier ; VQ : Violette Chauveau) : Nancy Delmonico
- Emily Meade (VF : Olivia Luccioni ; VQ : Catherine Brunet) : Sydney
- Miles Heizer (VF : Brice Ournac ; VQ : Nicolas Bacon) : Tommy
- Kimiko Glenn (VF : Rebecca Benhamour ; VQ : Sarah-Jeanne Labrosse) : Liv
- Samira Wiley : Azhar
- Colson « Machine Gun Kelly » Baker (VF : Donald Reignoux ; VQ : Hugolin Chevrette) : Ty
- Ed Squires (VQ : Maxime Desjardins) : Chuck
- Brian Marc (VQ : Gabriel Lessard) : J. P.
- Eric D'Alessandro : Hype Boi
- Marc John Jefferies (VF : Diouc Koma ; VQ : Kevin Houle) : Wes
- Casey Neistat : lui-même

 Source et légende : version française (VF) sur RS Doublage et selon le carton du doublage français cinématographique.

## Production

### Genèse et développement
En février 2014, Lionsgate Film annonce adapter le roman Addict de Jeanne Ryan au cinéma. Le studio révèle que Henry Joost et Ariel Schulman réaliseront le film en duo.

### Attribution des rôles
En janvier 2015, il est annoncé que les deux protagonistes de l'histoire seront interprétés par Emma Roberts et Dave Franco. Quelques mois après, ils sont rejoints par l'actrice Kimiko Glenn, connue pour son rôle dans la série Orange is the New Black, ainsi que par le rappeur Machine Gun Kelly.

### Tournage
Le tournage débute le 13 avril 2015 à New York. Il s'est terminé le 5 juin 2015, toujours à New York.

### Musique
La musique du film est composée par Rob Simonsen.
Liste des titres
1. Game On - 1:57
2. Player - 1:18
3. Staten Island - 0:58
4. Lighthouse - 1:18
5. Dare Accepted - 1:23
6. Dress - 2:32
7. Player vs Player - 1:46
8. Night Drive - 3:44
9. Ticket To Aruba - 1:35
10. New York F***ing City - 4:33
11. Verrazano - 3:10
12. Catfight - 2:43
13. Losing It - 2:48
14. Snitches Get Stitches - 3:03
15. A Way Out - 2:59
16. Coliseum - 3:00
17. Vote Yes or No - 2:47
18. The Sun's Gone Dim and the Sky's Turned Black (Rob Simonsen Nerve Remix) (interprété par Jóhann Jóhannsson) - 1:45
19. Aftermath 	 2:32
Titre bonus
20. Let's Play (feat. White Sea) - 2:50

## Accueil

### Critiques
Le film a reçu des critiques positives sur le site agrégateur de critiques Rotten Tomatoes, recueillant 63 % de critiques positives, avec une note moyenne de 5,7/10 et sur la base de 103 critiques collectées. Sur Metacritic, il a reçu des critiques mitigées avec un score de 58/100 sur la base de 33 critiques collectées.

### Box-office
| Pays ou région | Box-office      | Date d'arrêt du box-office | Nombre de semaines |
| -------------- | --------------- | -------------------------- | ------------------ |
| États-Unis     | 38 583 626 $    | 19 octobre 2016            | 12                 |
| France         | 750 201 entrées | 2 novembre 2016            | 10                 |
| Mondial        | 81 162 743 $    | 2 novembre 2016            | 14                 |